# Den Hoppenhof
Den Hoppenhof was een restaurant in Geldrop in Nederland. Het had een Michelinster in de periode van 1983-1985. Het restaurant is gesloten vóór 1993.
De villa waarin restaurant Den Hoppenhof was gevestigd, stond al jaren op de nominatie om gesloopt en vervangen te worden door een nieuw gebouw met zes appartementen. De feitelijke sloop en bouw werd vertraagd en stond voor eind 2016 op de rol. Gedurende een brandweeroefening op 5 juli 2016 ging er echter wat mis en het pand brandde volledig uit.
De chef-kok in de tijd van de Michelinster was Jacques Zeguers.